# سونو سود
سونو سود (بالهندية: सोनू सूद)‏ هو عارض ومنتج أفلام وممثل هندي، ولد في 30 يوليو 1973 ببنجاب في الهند. من الجوائز التي نالها جوائز الأكاديمية الدولية للفيلم الهندي وجائزة فيلم فير جنوب وجوائز ناندي ‏.

## أعمال

### أفلام
- (2008) جودا أكبر[6]
- (2009) دار الحي
- (2011) شاكتي
- (2012) جولاي
- (2013) أر... راجكومار
- (2014) سنة جديدة سعيدة[7]
- (2015) جبار إيز باك
- (2017) اليوغا كونغ فو

## جوائز
- جوائز الأكاديمية الدولية للفيلم الهندي
- جائزة فيلم فير جنوب
- جوائز ناندي [الإنجليزية]‏

## وصلات خارجية
- سونو سود على موقع IMDb (الإنجليزية)
- سونو سود على موقع ألو سيني (الفرنسية)
- سونو سود على موقع أول موفي (الإنجليزية)
- سونو سود على موقع قاعدة بيانات الفيلم (الإنجليزية)
- سونو سود على موقع كينوبويسك (الروسية)